# Berra (Emilia-Romagna)
Berra ist eine Fraktion der italienischen Gemeinde (comune) Riva del Po in der Provinz Ferrara in der Emilia-Romagna. 

## Geographische Lage
Berra liegt 39 km nordöstlich der Provinzhauptstadt Ferrara am rechten Ufer des Po, der hier die nördliche Verwaltungsgrenze zwischen der Provinz Ferrara und der Provinz Rovigo der Region Venetien bildet.

## Geschichte
Berra ist im 11. Jahrhundert entstanden und liegt heute im Zentrum eines landwirtschaftlichen Anbaugebiets. Die Geschicke der Stadt wurden in der Vergangenheit stark vom Po und von dessen Flussbett-Veränderungen  im Po-Delta geprägt.  Die Stadt profitierte beträchtlich von den Trockenlegungskampagnen des 19. Jahrhunderts. Bis 2018 war Berra eine eigenständige Gemeinde. Am 1. Januar 2019 schloss sie sich mit Ro zur neuen Gemeinde Riva del Po zusammen. Zum ehemaligen Gemeindegebiet von Berra gehörten auch die Fraktionen Cologna und Serravalle. Die Nachbargemeinden waren: Codigoro, Copparo, Jolanda di Savoia, Mesola und Ro.

## Sehenswürdigkeiten
- Museo della Civilità Contadina, Museum für ländliche Kultur.
- Porte del Delta (Pforte des Po-Deltas),  ein landschaftliches reizvolles Gebiet in der Nähe der Ortschaft Serravalle, an der der Seitenarm Po di Goro vom Hauptstrom des Po in Richtung der Adriaküste abzweigt.